# Liolaemus melanogaster
Liolaemus melanogaster este o specie de șopârle din genul Liolaemus, familia Tropiduridae, descrisă de Laurent 1998. Conform Catalogue of Life specia Liolaemus melanogaster nu are subspecii cunoscute.